# Ocidental (Egito)
Ocidental ou Garbia (em árabe: محافظة الغربية‎; romaniz.: Muḥāfaẓah Al Gharbeya) é uma província (moafaza) do Egito sediada em Tanta. Possui 1 942 quilômetros quadrados e segundo censo de 2018, havia 5 104 634 habitantes.